# Alatni stroj
Alatni stroj je stroj za oblikovanje obradaka ili izrađevina od različitih materijala. Prije industrijske revolucije materijal se obrađivao uglavnom ručno ili se za pogon jednostavnih strojeva koristila vodena energija. Izumom parnoga stroja dobiven je siguran i pokretan izvor mehaničke energije za pogon strojeva, a poslije su se za pogon upotrijebili elektromotori. Tijekom 18. i 19. stoljeća konstruirana je većina osnovnih alatnih strojeva. Krajem 19. stoljeća alatni su strojevi postali temelj za masovnu proizvodnju i za razvoj industrijskog društva. Tijekom 20. stoljeća uvedena su mnoga poboljšanja, osobito glede veće proizvodnosti i točnosti obrade te u elektroničkom upravljanju i automatizaciji proizvodnje. Razvijaju se različite vrste novih postupaka obrade temeljenih na elektrokemijskim i ultrazvučnim osnovama. Posebno je važan razvoj visokobrzinske obrade i visokodinamičkih CNC alatnih strojeva, kojima se vrijeme obrade može smanjiti 5 do 10 puta.
Alatni stroj je stroj na kojem čovjek u proizvodnom procesu upravlja alatom. Osnovni zadatak alatnih strojeva je zamjena ljudskog rada uz povećanje točnosti, produktivnosti, ekonomičnosti i drugog. Strojna obrada odvajanjem čestica se obavlja na alatnom stroju s unaprijed određenim alatima, kako bi se u što kraćem vremenu dobio proizvod zadovoljavajuće kvalitete. Današnja proizvodnja je nezamisliva bez alatnih strojeva. Ručna obrada i korištenje ručnih alata je skupo i presporo, te je u serijskoj ili masovnoj proizvodnji nemoguće proizvoditi bez pomoći alatnih strojeva. Prednosti alatnih strojeva su: zamjena fizičkog rada radnika, smanjenje broja radnika, bolja iskoristivost alatnog stroja, smanjenje vremena rada, povećanje proizvodnosti, smanjenje troškova izrade, povećana ekonomičnost.

## Dijelovi alatnog stroja
Sam alatni stroj sastoji se od nekoliko cjelina bez kojih ne može raditi:
- Pogonski dio,
- Prijenos snage, momenta i sile,
- Izvršni ili radni dio,
- Upravljački dio,
- Postolja, kućišta, stupovi, grede, konzole.

### Pogonski dio
Pogonski dio se mijenjao s napretkom tehnike kroz stoljeća. Počevši od pogona snagom životinja, vode, vjetra, zatim u industrijskoj revoluciji upotrebom parnog stroja, te do Nikole Tesle koji nam je dao trofazni elektromotor, koji je i danas osnovni pokretač svih alatnih strojeva. Elektromotor je električni stroj koji pretvara električnu energiju u mehanički rad. Trofazni kavezni asinkroni elektromotor se naglo razvijao i upotreba se širi cijelim svijetom. Iako se nekad nije moglo precizno upravljati brojem okretaja, razvoj elektronike danas uvelike omogućuje regulaciju pokretanja, regulaciju broja okretaja i regulaciju momenta trofaznog kaveznog asinkronih elektromotora.

### Prijenos snage, momenta i sile
Prijenos snage, momenta i sile se mijenjao s promjenama pogonskih strojeva i povećanjem snage motora, ovisno o potrebnoj pretvorbi mehaničkog rada napretkom tehnike kroz stoljeća. Prigoni su prijenosnici momenta i snage, a mogu biti reduktori (smanjuju broj okretaja, ali povećavaju snagu) ili multiplikatori. Dijele se prema načinu gibanja pogonjenog elementa na rotacijske i translacijske (pravolinijske) prigone. Mogu se podijeliti prema načinu rada na električne, mehaničke i hidrauličke. Prema prijenosnom omjeru dijele se na prigone sa stalnim ili promjenjivim prijenosnim omjerom.

### Izvršni ili radni dio
Izvršni ili radni dio su različiti alati i naprave. Alati su sredstva u direktnom dodiru s predmetom koji se obrađuje, koji ga preoblikuju ili mijenjaju dimenzije ili svojstva. Naprave su pomoćna sredstva koja se koriste u tijeku proizvodnje, ali direktno ne obrađuju predmet, već sudjeluju kao samostalni uređaji ili dijelovi alatnog stroja.

### Upravljački dio
Upravljački dio alatnog stroja služi za upravljanje gibanjima alata i obratka, te odabiranje parametara obrade.

## Strojna obrada
Relativna razlika između brzine gibanja oštrice reznog alata i obratka (glavno gibanje) naziva se brzinom rezanja, a relativna brzina napredovanja alata u neobrađeni dio obratka (pomoćno gibanje ili posmak) naziva se posmičnom brzinom. Prilikom rezanja razvija se toplina i povećava se temperatura pa radi poboljšanja trajnosti alata i proizvodnosti valja provoditi hlađenje. To nije u tolikoj mjeri potrebno jedino prilikom visokobrzinske obrade, gdje se toplina odvodi s odvojenim česticama, a alat i obradak ostaju relativno hladni.
U klasičnom procesu obrade držalo se da alat treba biti mnogo tvrđi od obratka. Suvremeni su materijali vrlo tvrdi, posebno u zrakoplovnoj industriji (na primjer visokolegirani čelici i slitine na bazi nikla) pa su se zbog toga razvili alternativni, nekonvencionalni načini obrade: elektronskim mlazom, mlazom iona inertnoga plina, električnom iskrom visoke frekvencije, galvanskim otapanjem, laserom, plazmom, ultrazvukom, vodenim mlazom i kemijskim otapanjem. Tako se, na primjer, u obradi mlazom elektrona ili iona na obradak usmjeruju visokoenergetski elektroni ili ioni plemenitog plina (argon), u elektrokemijskoj obradi i obradi električnim izbijanjem električni naboj pospješuje otapanje obratka prolazeći tekućim sredstvom kroz uski otvor, u ultrazvučnoj obradbi vibrirajuće tekuće abrazivno sredstvo odvaja čestice s obratka, i tako dalje.

## Podjela alatnih strojeva
Alatni strojevi se mogu podijeliti na alatne strojeve za obradu bez odvajanja čestica i alatne strojeve za obradu odvajanjem čestica. Alatni strojevi oblikuju obratke na više načina: odvajanjem čestica, deformacijom, odrezivanjem, primjenom elektriciteta i ultrazvuka ili različitim kemijskim postupcima. Alatni strojevi koji oblikuju odvajanjem čestica uz kružno glavno gibanje jesu tokarilice, glodalice, bušilice i brusilice, te kružne i krunske strojne pile, uz ravnocrtno glavno gibanje blanjalice i strojne vrpčaste pile, a deformacijom i odrezivanjem preše i strojne škare. Suvremeni alatni strojevi mogu proizvesti obratke s točnošću ± 0,002 5 mm, a posebni strojevi i ± 0,000 05 mm.

### Alatni strojevi za obradu bez odvajanja čestica
Alatni strojevi za obradu bez odvajanja čestica se mogu podijeliti na alatne strojeve za plastično oblikovanje (kovanje: batovi i preše, duboko vučenje, savijanje: savijanje limova i savijanje cijevi, provlačenje, valjanje, hladno oblikovanje, isprešavanje ili ekstruzija), alatne strojeve za lijevanje (kalupljenje, peći, čišćenje odljevaka), alatne strojeve za spajanje (zavarivanje, tvrdo i meko lemljenje, lijepljenje) i alatne strojeve za obradu promjenom strukture (peći i kupke).

#### Kovački strojevi
Kovački strojevi su alatni strojevi za obradu preoblikovanjem sirovca, te promjenom dimenzija. Volumen sirovca je konstantan, to jest ne mijenja se po završetku obrade. S obzirom na konstrukciju i način rada dijele se na: batove i preše. Otkivak kao gotov proizvod na batu ili otpresak kao gotov proizvod na preši, se razlikuju po postupku nastajanja. Neki materijali ne podnose nagle promjene oblika (udarce na batovima), te ih je potrebno postepeno preoblikovati (na prešama). Zato su konstruktivna rješenja alatnih strojeva prilagođena materijalu proizvoda: batovima koji otkivak obrađuju udarcima, odnosno prešama koje postepeno preoblikuju otpresak povećavanjem pritiska, te ga zadržavaju konstantnim određeno vrijeme.

#### Alatni strojevi za duboko vučenje
Duboko vučenje metala je postupak u kojem se obradak (platina ili rondela), najčešće u hladnom stanju, provlači kroz jednu ili više matrica u novi željeni oblik korištenjem specijalnih alata. Duboko vučene proizvode karakterizira dubina proizvoda, koja je veća od polovice promjera rondele. Proizvodi mogu imati različite poprečne presjeke s ravnim, konusnim (stožastim) ili zakrivljenim stjenkama, ali najčešći oblici su cilindrične (valjkaste) ili pravokutne geometrije. Duboko vučenje upotrebljava rastezljive metale kao što su aluminij, mjed, bakar i meki čelici u proizvodnji auto dijelova, limenog posuđa i ambalaže, municije itd.

#### Alatni strojevi za savijanje limova i cijevi
Savijanje limova je postupak obrade metala bez skidanja strugotine kod kojeg se u poprečnom presjeku unutrašnji dio skraćuje i opterećen je na tlak, dok se vanjski dio produljuje i opterećen je na vlak. Savijanje lima se dijeli na: kružno savijanje, savijanje pod kutom (oštrokutno savijanje) i profilno savijanje.
Savijanje cijevi je postupak obrade metala bez skidanja strugotine kod kojeg se ravna cijev savija za neki kut. Pri savijanju cijevi pola cijevi u poprečnom presjeku (unutrašnji dio) se skraćuje i opterećen je na tlak, dok se druga polovica cijevi u presjeku (vanjski dio) produljuje i opterećena je na vlak. Ta naprezanja dovode do deformacija presjeka, smanjenja ili čak do potpunog zatvaranja presjeka. Alatni strojevi za savijanje cijevi moraju održati nakon savijanja konstantni presjek cijevi. Po konstrukciji se dijele na: savijačice za rotacijsko savijanje, tlačne savijačice, savijačice za savijanje žigom, savijačice s tri valjka.

#### Alatni strojevi za hladno oblikovanje
Postupcima hladnog oblikovanja proizvodi se sitna metalna roba masovne potrošnje. To su različiti vijci, svornjaci, matice, dijelovi aparata i instrumenata, metalni novac, medalje.  Svojstvo svih proizvodnih postupaka hladnim oblikovanjem je povećana tvrdoća i čvrstoća deformiranog materijala. Kako ovi postupci zahtijevaju velike tlakove, to utječe na vijek trajanja alata i cijenu. Postupci hladnog oblikovanja su: hladno sabijanje, duboko utiskivanje, površinsko valjanje, utiskivanje navoja i ozubljivanje, pečatiranje.

#### Izvlačenje
Izvlačenje je postupak obrade materijala bez skidanja čestica, koji se koristi u proizvodnji žica, traka, cijevi, šipki. Postupak se koristi uglavnom za promjenu dimenzija (promjera i debljine stijenke), a rjeđe za promjenu oblika. Izvlačenje se primjenjuje kada je potrebna glađa površina i točnije dimenzije, ili kada je presjek vrlo mali ili tankih stijenki, te se druge metode na mogu primjenjivati (neekonomično). Izvlačenje se provodi u hladnom stanju, te se samo bešavne boce i čahure izvlače u toplom stanju. To je postupak u kojem metal prolazi kroz jednu ili više matrica. Pri izvlačenju mora se voditi računa o: sili izvlačenja, optimalnom obliku izvlačenja, stupnju redukcije (smanjivanja), brzini izvlačenja i vrsti maziva. Hladno izvlačeni postupak daje proizvod dimenzijski izrazito precizan i poboljšava čvrstoću. Koristi se za proizvodnju preciznih čeličnih, bakrenih i aluminijskih šipki, žica i traka koje moraju zadovoljiti uske fizikalne i mehaničke specifikacije.

#### Isprešavanje
Isprešavanje ili ekstruzija služi u proizvodnji raznovrsnih profila, šipki, traka, cijevi konstantnog presjeka, od lakih i obojenih metala, te mekih čelika (isprešavanjem se proizvode i plastični i keramički proizvodi, te proizvodi u prehrambenoj industriji). Najveće prednosti su: mogućnost priozvodnje profila najsloženijih oblika, te odlično stanje površine gotovog proizvoda. Gotovi proizvod može biti: kontinuirani (teoretski beskonačno dugi proizvod) ili polukontinuirani (proizvodnja rezanih ili kraćih predmeta). Proizvodi se koriste u građevinskoj industriji, industriji namještaja, kućanskih uređaja, industriji vozila, elektroindustriji. Povijest isprešavanja počinje od 1797., kada je Joseph Bramah patentirao prvi postupak isprešavanja za izradu cijevi. Ekstruzija može biti hladna ili topla.

#### Štance
Štancanje je obrada metala bez odvajanja čestica postupcima rezanja ili trajne deformacije. Štance su alati koji na preši razdvajaju, preoblikuju ili spajaju materijal. Podjela štanci prema namjeni: za izrezivanje, probijanje, savijanje, vučenje, zakivanje. Štanca je alatni stroj za obradu štancanjem i sastoji se od gornjeg pomičnog sklopa pričvršćenog na pritiskivalo preše i donjeg nepomičnog sklopa pričvršćenog na radni stol preše. Radni ili rezni elementi štance su žigovi ugrađeni u gornji sklop i matrica u donji sklop. Polazni materijal za štancanje mogu biti:
- metalni limovi u obliku ploča ili platine (platina je proizvod pravokutnog presjeka najveće debljine 40 mm, a najmanje širine 150 mm. Širina platine mora biti najmanje 4 puta veća od debljine. Iz platina se dalje valjaju tanki limovi. Stranica a < 40 mm i odnos a : b > 1 : 4), trake ili koluta;
- osim metala štancaju se polimeri, papir, koža, guma, tekstil;
- režu se čelični limovi debljine do 6 mm, a za veće debljine nužne su posebne izvedbe ili zagrijavanje materijala;
- savijanje je moguće za debljine do 100 mm.

### Alatni strojevi za obradu odvajanjem čestica
Strojna obrada odvajanjem čestica se obavlja na alatnom stroju s unaprijed određenim alatima, kako bi se u što kraćem vremenu dobio proizvod zadovoljavajuće kvalitete. Alatni strojevi su strojevi na kojima čovjek u proizvodnom procesu upravlja alatom. Osnovni zadatak alatnih strojeva je zamjena ljudskog rada uz povećanje točnosti, produktivnosti, ekonomičnosti i drugog. Obrada metala je promjena oblika, dimenzija ili svojstava materijala radi daljnje upotrebe. Alatni strojevi za obradu odvajanjem čestica su rezni alatni strojevi, obradni centri, fleksibilni obradni centri i industrijski roboti. Postupci strojne obrade odvajanjem čestica mogu se podijeliti na nekoliko načina, a svaki od njih u nekoliko skupina. Tako na primjer podjela prema obliku oštrice noža je:
- postupci obrade definiranom geometrijom alata kao što su tokarenje, glodanje, blanjanje (dubljenje), bušenje, provlačenje, piljenje, ozubljivanje;
- obrada bez definirane oštrice alata kao što je brušenje;
- obrada slobodnom oštricom kao što su poliranje, honanje, lepanje, superfiniš;
- obrada bez oštrice kao što su elektroerozija, ultrazvučna obrada, obrada plazmom, rezanje vodenim mlazom, obrada laserom.[5]

#### Tokarilice
Tokarilice su alatni strojevi za strojnu obradu odvajanjem čestica, pomoću kojih se rezanjem obrađuju i izrađuju dijelovi rotacijskog oblika. Tokarilice se dijela: jednostavne tokarilice, univerzalne tokarilice, kopirne tokarilice, planske tokarilice, karusel tokarilice, revolverske tokarilice, CNC tokarilice. Tokarenje je postupak strojne obrade skidanjem čestica kojim se proizvode obratci rotacijskih površina (valjkasti proizvodi). Izvodi se na alatnim strojevima tokarilicama. Obradak obavlja glavno gibanje, dok alat obavlja posmično, pripremno i dostavna gibanja.

#### Glodalice
Glodalice su alatni strojevi za strojnu obradu odvajanjem čestica pomoću kojih se rezanjem obrađuju dijelovi pretežno ravnog oblika (poravnavanja, utori, žljebovi), te profili, navoji, zubi. Glavno gibanje je uvijek rotacijsko, dok je posmično gibanje pravocrtnog ili kružnog oblika i uvijek je okomito ili pod nekim kutom na os rotacije.
Glodanje je nakon tokarenja najvažniji postupak obrade materijala skidanjem čestica. Tim postupkom možemo obraditi ravne plohe, prizmatične žljebove i utore, zupčanike, navoje, te uzdužno i prostorno profilirane površine. Glodanje je postupak obrade skidanjem čestica kod kojeg alat obavlja glavno gibanje. Posmično gibanje je uvijek pod nekim kutom u odnosu na os rotacije alata i obavlja ga ili obradak ili alat. Obavlja se alatima s više jednakih oštrica ili sa sastavljenim alatima. Sve oštrice toga alata nisu istodobno u zahvatu. Zato je glodanje složenija operacija od tokarenja ili bušenja zbog većeg broja oštrica alata i zbog promjenjivog presjeka strugotine koju skida pojedini zub za vrijeme obrade. Zubi glodala dolaze jedan za drugim u zahvat s materijalom i za vrijeme zahvata jako se mijenja opterećenje zuba.

#### Strojne bušilice
Bušilice su alatni strojevi kojima se pomoću alata za bušenje izrađuju okrugle rupe. Dijele se na: stolne bušilice, stolno stupne bušilice, stupne bušilice, redne bušilice, revolverske bušilice, viševretene bušilice, radijalne bušilice, vodoravne bušilice, bušilice glodalice, koordinatne bušilice, bušilice za duboko bušenje, bušilice za urezivanja navoja.

#### Blanjalice i dubilice
Blanjanje je postupak obrade metala odvajanjem čestica kojim se obrađuju ravne površine (vodoravno, okomito ili koso), različiti prizmatični utori, kanali, vodilice. Alat za blanjanje je nož određene geometrije, dok reže obavlja pravocrtno glavno gibanje. Povrat alata u početni položaj je po istoj putanji. Nakon povratka slijedi posmak koji je okomit na glavno gibanje i kod kratkohodnih blanjalica ga obavlja radni stol (obradak). Dubina reza se određuje spuštanjem ili podizanjem noža u držaču alata. Osnovno svojstvo blanjanja je mala produktivnost, te se često zamjenjuje glodalicama. Blanjalice se dijele prama vrsti glavnog gibanja na kratkohodne blanjalice i dugohodne blanjalice.
Dubilice su posebne kratkohodne blanjalice kod kojih je glavno gibanje okomito. Obavlja ga alat. Posmak obavlja obradak. Posmak je najčešće rotacioni. Upotrebljavaju se kod posebnih vrsta obrada koje se blanjalicama ne mogu napraviti.

#### Provlačilice i izvlačilice
Provlačilice su alatni strojevi za obradu odvajanjem čestica, koji rade bez posmičnih gibanja i obavljaju završnu finu obradu rupa. Izvlačilice obrađuju vansku površinu obratka. Provlačilice i izvlačilice mogu biti: okomite (kraće) i vodoravne (duže). Prigoni na provlačilicama (ili izvlačilicama) moge biti: mehanički pogon (rjeđe), mehanizam sa zupčastom letvom, navojno vreteno i matica, hidraulički pogon (najčešći), dvoradni hidraulički cilindar.

#### Strojne pile
Piljenje je postupak obrade odvajanjem čestica koji obično služi za rezanje šipkastog materijala. Glavno gibanje izvodi alat, dok pomoćno (posmično) gibanje obično vrši alat, a može i obradak. Alat je pila s više reznih oštrica, od kojih je samo nekoliko istovremeno u zahvatu. Rezne se oštrice nalaze na zubima pile. Oblik zubaca pile ovisi o materijalu koji se pili i o postupku piljenja. Određuje se i gruboća pile, kojom se izražava broj zubaca na jedinicu duljine. Što je manja debljina ili promjer obratka, to zubi trebaju biti sitniji, kako bi u zahvatu s obratkom bila barem 3 zuba.

#### Strojno brušenje
Osnovne karakteristike strojnog brušenja su velike glavne brzine rezanja, uz male posmične brzine i alat je bez geometrije, to jest oblik alata je različit i neujednačen. Brušenje se dijeli prema kinematici (pa tako i brusovi) na:
- plošno brušenje:

- obodno plošno brušenje,
- čeono plošno brušenje,

- kružno brušenje:

- vanjsko kružno brušenje,
- unutrašnje kružno brušenje,

- profilno brušenje.

#### Poliranje
Postoji nekoliko načina izvođenja obrade poliranjem, od ručnog s krpama za poliranje, ručnog električnom prijenosnom polirkom s kolutom, ručnog na stacionarnoj polirki s kolutovima za poliranje, potpuno automatiziranog poliranja na alatnom stroju polirki, numerički upravljanim NC polirkama, te robotima za poliranje.

#### Alatni strojevi za lepanje
Strojevi za lepanje prilično su jednostavni, a sastoje se iz rotirajućeg stola na kojem se mogu nalaziti s tri ili četiri podesiva prstena. Standardni strojevi imaju ploče za lepanje promjera od 300 do 1 200 mm, a veliki strojevi imaju ploče promjera i do 3 600 mm. Elektromotori koji se upotrebljavaju u strojevima za lepanje imaju snagu od 0,75 do 15 kW.
Ploča za lepanje najčešće je napravljena iz visokokvalitetnog lijevanog željeza. To je sivi lijev perlitne strukture tvrdoće od 150 do 140 HB. No, koriste se i drugi materijali kao što su: bakar i njegove legure, meki čelik, kositar (bijeli metal), antimon i olovo. Ploče za lepanje moraju biti idealno ravne. Obratci se drže u podesivim prstenima. Ovi prsteni rotiraju u istom smjeru kao i ploča za lepanje. Rotacijom se izvršavaju dva zadatka: prvi je regulacija ploče za lepanje na takav način da se raspoređuje trošenje, kako bi ona imala dugotrajnu upotrebu. Drugi zadatak rotacije je da ona drži obradak na mjestu. Brzina okretanja ploče zavisi od operacije koju treba obaviti. Kod izrade kompliciranih obradaka koristi se brzina okretanja od 10 do 15 o/min, a kod poliranja i do 150 o/min.
Prilikom lepanja potreban je pritisak lepanja od 20 kPa. Ponekad je i vlastita težina obratka dovoljna. No, ako su obratci lagani postavljaju se teške ploče na regulirajuće prstene. Kod velikih strojeva za lepanje koriste se pneumatska ili hidraulična dizala za postavljanje i skidanje teških ploča. Ploča za lepanje mora biti mekša ili u krajnjem slučaju isto toliko tvrda kao i obradak, kako abrazivna zrna se ne bi zabadala u obradak i degradirala njegovu obradu. Zavisno o operaciji poliranje za ciklus lepanja potrebno je od 1 do 20 minuta. Vrijeme obrade zavisi od veličine dodatka za obradu, vrste abrazivnog zrna i tražene kvalitete obrade.

#### Alatni strojevi za honanje
Honanje ili vlačno glačanje je slično unutarnjem brušenju. Alat je izrađen od istog materijala, ali sitnije je zrnatosti. Kod brušenja je samo dio alata u zahvatu, dok je kod honanja alat istovremeno u zahvatu sa svim kamenima za honanje. Brzina honanja je manja od brzine brušenja, dok su posmaci honanja puno veći od posmaka kod brušenja. Zbog male brzine honanja ne razvija se toplina pri obradi i nije potrebno nikakvo specijalno hlađenje  – obradak je hladan (kod nekih materijala je ipak potrebno malo hlađenja, npr. honanje čelika ili sivog lijeva hladi se petrolejom ili smjesom petroleja i lakog mineralnog ulja).
Glava za honanje ima tri ili više kamena za honanje, koji se potiskuju istom silom na obrađivanu površinu. Honanjem se proizvode kvaliteta hrapavosti površine u klasama N1 do N4. Dodatak za obradu kreće se od 0,05 do 0,5 mm. Standardni unutarnji promjeri koji se mogu honati su od 1,5 do 150 mm. Duljina posmaka kreće se od 10 do 200 mm na manjim strojevima, dok veći imaju dužinu obrade do 600 mm. Specijalni strojevi mogu honati i promjere preko 1200 mm, s dužinom hoda do 3500 mm. Honanje se određuje prema vrsti abraziva, granulaciji abraziva, tvrdoći kamena za honanje, strukturi i vrsti veziva, vrsti honanja (grubo ili fino), te području korištenja.

#### Alatni strojevi za superfiniš
Alatni strojevi za superfiniš se nazivaju titrajuće glačalice i to su uređaji s pomoću kojih se mogu na vanjskim cilindričnim plohama radnog komada postići najkvalitetnije finoće obrađene površine. Razlika između titrajućeg i vlačnog glačanja (honanje) je u finijem zrnu brusnog tijela, uz ispiranje određenom mješavinom mineralnog ulja i petroleja. Osim toga se glavnom reznom kretanju, tj. okretanju radnog komada, i posmičnom uzdužnom kretanju profiliranog prizmatičnog brusnog tijela, doda oscilirajuće (titrajuće) brzo kretanje brusnog tijela u uzdužnom smjeru, tj. u smjeru uzdužnog pomaka. To titrajuće kretanje brusnog tijela, elastično pritisnutog na cilindričnu površinu radnog komada, znatno povisuje učinak glačanja. Titrajuće glačanje profinjuje obrađenu površinu, ali nema utjecaja na geometrijski oblik.

## Automatizacija alatnih strojeva
Automatizacija alatnih strojeva započela je vrlo rano, i to uglavnom u upravljanju brzinom rezanja, posmakom i izmjenjivanjem različitih vrsta alata. U početku su rješenja bila mehanička, ali nakon 1950., osobito od 1960., razvijali su se takozvani NC alatni strojevi (eng. Numerical Control), to jest numerički upravljani strojevi, dakle upravljani bušenim vrpcama, karticama ili magnetskim vrpcama, koje prema utvrđenom kodu aktiviraju sustav releja i servomehanizama, tako da su pojedini dijelovi procesa automatizirani. Međutim, ti su strojevi bili slabije fleksibilnosti. Od 1970. u upravljanju alatnim strojevima upotrebljavaju se miniračunala ili mikroračunala. To su takozvani CNC alatni strojevi (engl. Computer Numerical Control). Ti se strojevi mogu vrlo lako prilagoditi za različite radnje jednostavnijom promjenom programa. Upravljački je dio jednostavniji, jeftiniji, održavanje je lakše pa je izradak točniji i ekonomski isplativiji. Sustav DNC (engl. Direct Numerical Control) obuhvaća nekoliko spregnutih alatnih strojeva CNC, vođenih većim središnjim računalom. Suvremeni alatni strojevi CNC imaju adaptivno upravljanje (povratnu spregu), kojim se štite stroj i alat od mogućeg oštećenja i postiže veća proizvodnost. Tako se, na primjer, zakretni moment glavne osovine posebnim servouređajem održava unutar zadanih parametara.
Daljnjim razvojem automatizacije alatnih strojeva nastaju takozvani obradni centri, obično glodalice s automatskom zamjenom alata i obradaka te s nekoliko osi upravljanja. Na taj se način obradak može obraditi bez premještanja na drugi alatni stroj. Fleksibilni proizvodni sustav (engl. Flexible Manufacturing System', FMS) sastoji se od više proizvodnih jedinica, a povezan je s uređajem za automatsko rukovanje materijalom preko središnjega računala. Osnovna mu je značajka što promjena vrste izratka ne zahtijeva zaustavljanje proizvodnje, koja je jeftina i pri izradbi vrlo malih količina proizvoda. U suvremenome pristupu alatnim strojevima CNC ujedinjuju se funkcije konstrukcije i proizvodnje. To je takozvana koncepcija CAD/CAM (engl. Computer Aided Design/Computer Aided Manufacture) ili proizvodnja s pomoću računala, u kojoj se već prilikom konstruiranja analizira i proizvodnja, pa se odmah izrađuje i program obrade na CNC stroju. Računalno povezivanje svih funkcija proizvodnje (engl. Computer Integrated Manufacturing, CIM) omogućit će razvoj automatizirane tvornice. 

## Proizvodnja alatnih strojeva u Hrvatskoj
Hrvatska ima dugogodišnju tradiciju u gradnji alatnih strojeva. Prva tvornica alatnih strojeva osnovana je u Zagrebu 1922. godine kao Metalska radionica Braća Ševčik. U toj su tvornici 1936. izrađeni prvi alatni strojevi, a 1937. započeta je serijska proizvodnja tokarilica. Nakon Drugog svjetskog rata stručnjaci i radnici te tvornice prelaze u novoosnovanu tvornicu alatnih strojeva Prvomajska, koja je ubrzo postala najvećom takvom tvornicom u regiji. U skladu sa svjetskim razvojem strojeva, Prvomajska je 1963. proizvela prvi programirani stroj, a 1969. prvi NC stroj; godine 1982. u toj je tvornici razvijena prva vlastita upravljačka naprava, a 1986. i prvi NC laserski stroj za rezanje lima i tokarski obradni centar s robotom. Tijekom 1970-ih proizvodnja se iz Zagreba širila u Rašu, Ivanec, Split. Usporedno s time, razvijala se i proizvodnja alatnih strojeva u Zadru, gdje je 1961. iz tvornice šivaćih strojeva Bagat osnovana tvornica specijalnih strojeva SAS-Zadar. U posljednja tri desetljeća proizvodnja je alatnih strojeva u Hrvatskoj u stagnaciji.

## Vanjske poveznice
- Alatni strojevi Hrvatska tehnička enciklopedija, portal hrvatske tehničke baštine. LZMK